# A Vasas SC 2005–2006-os szezonja
A Vasas SC 2005–2006-os szezonja szócikk a Vasas SC első számú férfi labdarúgócsapatának egy szezonjáról szól, mely sorozatban a 2., és összességében pedig a 78. szezonja a csapatnak. A klub fennállásának ekkor volt a 94. évfordulója.

## Mérkőzések
| Színmagyarázat | Színmagyarázat |
| -------------- | -------------- |
|                | Győzelem.      |
|                | Döntetlen.     |
|                | Vereség.       |

### Intertotó-kupa
1. forduló
| 2005. június 18. 19:00 |

| Vasas       | 0 – 0   | MFK Dubnica                        |
| ----------- | ------- | ---------------------------------- |
| Waltner 84' | (0 – 0) | Švestka 36' Straka 65' Pekarík 68' |

| Illovszky Rudolf Stadion, Budapest Nézőszám: 1 000 |

| 2005. június 26. 17:30 |

| MFK Dubnica                                                      | 2 – 0   | Vasas                 |
| ---------------------------------------------------------------- | ------- | --------------------- |
| Kiška 21' Tesák 49' Pleva 31' Kopačka 35' Pekarík 68' Perniš 76' | (1 – 0) | Janjić 52' Molnár 62' |

| Mestský Stadion, Máriatölgyes Nézőszám: 3 200 |

### Borsodi Liga 2005–06

#### Őszi fordulók
| 1. forduló 2005. július 30. 19:00 |

| Vasas                         | 1 – 2   | Győri ETO                            |
| ----------------------------- | ------- | ------------------------------------ |
| Gyánó 72' (11-esből) Tóth 66' | (0 – 2) | Priskin 25' 31' Jäkl 13' Regedei 27' |

| Illovszky Rudolf Stadion, Budapest Nézőszám: 2 500 Játékvezető: Sápi Csaba (magyar) |

| 2. forduló 2005. augusztus 6. 19:00 |

| Újpest                               | 2 – 2   | Vasas                                                                         |
| ------------------------------------ | ------- | ----------------------------------------------------------------------------- |
| Kovács 17' 45' Vaskó 85' Vituska 65' | (1 – 1) | Bárányos 42' (11-esből) Waltner 74' Németh 19' Füzi 22' Molnár 31' Janjić 69' |

| Szusza Ferenc Stadion, Budapest Nézőszám: 3 870 Játékvezető: Kassai Viktor (magyar) |

| 3. forduló 2005. augusztus 21. 19:00 |

| Vasas                           | 2 – 0   | Diósgyőr |
| ------------------------------- | ------- | -------- |
| Elek 16' Bárányos 86' Molnár 6' | (1 – 0) |          |

| Illovszky Rudolf Stadion, Budapest Nézőszám: 3 500 Játékvezető: Gergely Sándor (magyar) |

| 4. forduló 2005. augusztus 27. 19:00 |

| Vasas        | 0 – 3   | FC Fehérvár                                    |
| ------------ | ------- | ---------------------------------------------- |
| Bárányos 71' | (0 – 1) | Csizmadia 5' Koller 78' Alumona 86' Disztl 59' |

| Illovszky Rudolf Stadion, Budapest Nézőszám: 4 000 Játékvezető: Megyebíró János (magyar) |

| 5. forduló 2005. szeptember 17. 16:00 |

| Rákospalotai EAC                                     | 0 – 3   | Vasas                                                                 |
| ---------------------------------------------------- | ------- | --------------------------------------------------------------------- |
| Sallai 20' Török 27' Kovács 55' Horváth 56' Nagy 89' | (0 – 1) | Salamon 15' Gyánó 51' 75' Rósa 89' (11-esből) Molnár 31' Bárányos 56′ |

| Budai II László Stadion, Budapest Nézőszám: 3 000 Játékvezető: Hanacsek Attila (magyar) |

| 6. forduló 2005. szeptember 24. 19:00 |

| Vasas                                     | 3 – 0   | Pécsi MFC             |
| ----------------------------------------- | ------- | --------------------- |
| Gyánó 32' 78' (11-esből) 90+3' Völgyi 39' | (1 – 0) | Sipos 56' Szögedi 77' |

| Illovszky Rudolf Stadion, Budapest Nézőszám: 3 000 Játékvezető: Vad II. István (magyar) |

| 7. forduló 2005. október 3. 18:00 |

| Debreceni VSC                   | 2 – 2   | Vasas                                                                       |
| ------------------------------- | ------- | --------------------------------------------------------------------------- |
| Sidibe 12' Brnović 52' Máté 22' | (1 – 1) | Janjić 36' Gyánó 90+1' Rósa 51' Elek 61' Füzi 85' Salamon 89' Waltner 90+3' |

| Oláh Gábor utcai stadion, Debrecen Nézőszám: 6 500 Játékvezető: Fábián Mihály (magyar) |

| 8. forduló 2005. október 15. 18:00 |

| Vasas           | 1 – 1   | FC Tatabánya        |
| --------------- | ------- | ------------------- |
| Waltner 79' 84' | (0 – 1) | Filó 33' Jerson 30' |

| Illovszky Rudolf Stadion, Budapest Nézőszám: 3 500 Játékvezető: Gergely Sándor (magyar) |

| 9. forduló 2005. október 22. 18:00 |

| FC Sopron                      | 2 – 0   | Vasas                                     |
| ------------------------------ | ------- | ----------------------------------------- |
| Cotan 53' Bagoly 75' Cigan 64' | (0 – 0) | Tóth 22' Molnár 41' Rósa 43' Bárányos 52' |

| Káposztás utcai Stadion, Sopron Nézőszám: 4 000 Játékvezető: Szarka Zoltán (magyar) |

| 10. forduló 2005. október 29. 18:00 |

| Vasas                | 0 – 1   | Ferencváros                                                       |
| -------------------- | ------- | ----------------------------------------------------------------- |
| Waltner 61' Tóth 84' | (0 – 0) | Rósa 47' (11-esből) Bognár 60' Szálkai 82' Bartha 90' Lipcsei 85′ |

| Illovszky Rudolf Stadion, Budapest Nézőszám: 3 500 Játékvezető: Bede Ferenc (magyar) |

| 11. forduló 2005. november 5. 18:00 |

| Budapest Honvéd                                             | 2 – 2   | Vasas                                                               |
| ----------------------------------------------------------- | ------- | ------------------------------------------------------------------- |
| Takács 32' (11-esből) Kovács 77' 37' Venczel 86' Udvari 87′ | (1 – 0) | Gyánó 69' Bárányos 90+2' Völgyi 27' Salamon 32' Füzi 47' Molnár 87′ |

| Bozsik József Stadion, Budapest Nézőszám: 4 000 Játékvezető: Megyebíró János (magyar) |

| 12. forduló 2005. november 19. 15:00 |

| Vasas                                                 | 1 – 1   | Lombard Pápa                               |
| ----------------------------------------------------- | ------- | ------------------------------------------ |
| Bárányos 85' Völgyi 29' Zováth 31' Gyánó 34' Tóth 65' | (0 – 1) | Kovrig 8' Kincses 41' Facskó 45' Mumba 49' |

| Illovszky Rudolf Stadion, Budapest Nézőszám: 1 000 Játékvezető: Sápi Csaba (magyar) |

| 13. forduló 2005. november 26. 17:00 |

| Zalaegerszegi TE                                | 3 – 0   | Vasas                 |
| ----------------------------------------------- | ------- | --------------------- |
| Montvai 14' Kriston 16' Sebők V. 75' (11-esből) | (2 – 0) | Salamon 76' Lázok 87' |

| ZTE Aréna, Zalaegerszeg Nézőszám: 2 200 Játékvezető: Erdős József (magyar) |

| 14. forduló 2005. december 3. 15:00 |

| Vasas                   | 0 – 2   | Kaposvári Rákóczi                                        |
| ----------------------- | ------- | -------------------------------------------------------- |
| Weitner 86' Gyánó 90+1′ | (0 – 1) | Oláh 41' Zsolnai 53' Vasiljević 18' Finta 60' Maróti 75' |

| Illovszky Rudolf Stadion, Budapest Nézőszám: 1 000 Játékvezető: Hanacsek Attila (magyar) |

| 15. forduló 2005. december 10. 15:00 |

| MTK Budapest              | 3 – 0   | Vasas       |
| ------------------------- | ------- | ----------- |
| Hrepka 25' 44' Balogh 37' | (3 – 0) | Majoros 35' |

| Hidegkuti Nándor Stadion, Budapest Nézőszám: 1 200 Játékvezető: Makai János (magyar) |

#### Tavaszi fordulók
| 16. forduló 2006. február 25. 16:00 |

| Győri ETO                                                      | 2 – 1   | Vasas                                                 |
| -------------------------------------------------------------- | ------- | ----------------------------------------------------- |
| Vincze 19' Mátyus 90' Tóth 22' Jäkl 25' Lajtos 29' Priskin 65' | (1 – 0) | Balog 51' Hegedűs 31' Fehér 45' Waltner 62′ Kapič 71' |

| ETO Park, Győr Nézőszám: 700 Játékvezető: Saskőy Szabolcs (magyar) |

| 17. forduló 2006. március 4. 16:00 |

| Vasas                                                               | 2 – 3   | Újpest                                 |
| ------------------------------------------------------------------- | ------- | -------------------------------------- |
| Gyánó 4' 35' Bárányos 13' Tóth 30' Kapič 42' Pintér 75' Hegedűs 86' | (2 – 0) | Rajczi 50' 52' Tóth N. 76' Tóth B. 67' |

| Illovszky Rudolf Stadion, Budapest Nézőszám: 5 000 Játékvezető: Szabó Zsolt (magyar) |

| 18. forduló 2006. március 11. 16:00 |

| Diósgyőr | 0 – 2   | Vasas                        |
| -------- | ------- | ---------------------------- |
|          | (0 – 1) | Rósa 12' Szabó 77' Kapič 82' |

| DVTK-stadion, Miskolc Nézőszám: 4 000 Játékvezető: Erdős József (magyar) |

| 19. forduló 2006. március 18. 16:00 |

| FC Fehérvár          | 1 – 0   | Vasas                                    |
| -------------------- | ------- | ---------------------------------------- |
| Božić 65' Koller 63' | (0 – 0) | Pintér 12' Fehér 17' Molnár 42' Tóth 73′ |

| Sóstói Stadion, Székesfehérvár Nézőszám: 4 000 Játékvezető: Sápi Csaba (magyar) |

| 20. forduló 2006. március 25. 17:00 |

| Vasas                               | 2 – 2   | Rákospalotai EAC                 |
| ----------------------------------- | ------- | -------------------------------- |
| Gyánó 30' 32' Kapič 60' Hegedűs 88' | (2 – 1) | Torma 2' Polonkai 86' Nagy 90+2' |

| Illovszky Rudolf Stadion, Budapest Nézőszám: 3 000 Játékvezető: Gergely Sándor (magyar) |

| 21. forduló 2006. április 1. 17:00 |

| Pécsi MFC                                        | 0 – 0   | Vasas     |
| ------------------------------------------------ | ------- | --------- |
| Schindler 7' Győri 13' Pavičević 52' Kulcsár 81' | (0 – 0) | Fehér 69′ |

| PMFC Stadion, Pécs Nézőszám: 2 000 Játékvezető: Szabó Zsolt (magyar) |

| 22. forduló 2006. április 8. 17:00 |

| Vasas                              | 0 – 1   | Debreceni VSC     |
| ---------------------------------- | ------- | ----------------- |
| Bárányos 42' Zováth 68' Janjić 90′ | (0 – 0) | Máté 62' Böőr 29' |

| Illovszky Rudolf Stadion, Budapest Nézőszám: 3 000 Játékvezető: Erdős József (magyar) |

| 23. forduló 2006. április 15. 15:00 |

| FC Tatabánya                               | 2 – 2   | Vasas                                                        |
| ------------------------------------------ | ------- | ------------------------------------------------------------ |
| Kerényi 36' 77' 16' Nallbani 8' Ngalle 90' | (1 – 0) | Filó 58' (öngól) Waltner 90+1' Pintér 27' Fehér 44' Rósa 87' |

| Városi Stadion, Tatabánya Nézőszám: 3 500 Játékvezető: Fábián Mihály (magyar) |

| 24. forduló 2006. április 21. 19:00 |

| Vasas                 | 1 – 1   | FC Sopron    |
| --------------------- | ------- | ------------ |
| Csordás 75' Balog 55' | (0 – 0) | Munteanu 90' |

| Illovszky Rudolf Stadion, Budapest Nézőszám: 2 500 Játékvezető: Arany Tamás (magyar) |

| 25. forduló 2006. április 29. 15:00 |

| Ferencváros                                               | 3 – 1   | Vasas                         |
| --------------------------------------------------------- | ------- | ----------------------------- |
| Bajevski 8' Botis 34' Jovánczai 79' Lazić 68' Lipcsei 81' | (2 – 0) | Rósa 62' Zováth 16' Fehér 55' |

| Üllői úti stadion, Budapest Nézőszám: 4 800 Játékvezető: Sápi Csaba (magyar) |

| 26. forduló 2006. május 5. 19:00 |

| Vasas                                                | 1 – 2   | Budapest Honvéd                                        |
| ---------------------------------------------------- | ------- | ------------------------------------------------------ |
| Szabó 88' Molnár 5' Bárányos 38' Janjić 55' Tóth 81' | (0 – 1) | Csobánki 22' Dancs 74' Dobos 3' Ráthy 10' Schrancz 71' |

| Illovszky Rudolf Stadion, Budapest Nézőszám: 1 000 Játékvezető: Vad II. István (magyar) |

| 27. forduló 2006. május 13. 19:00 |

| Lombard Pápa        | 1 – 0   | Vasas                  |
| ------------------- | ------- | ---------------------- |
| Szabó 90' Honma 59' | (0 – 0) | Hegedűs 22' Janjić 79' |

| Perutz Stadion, Pápa Nézőszám: 2 500 Játékvezető: Arany Tamás (magyar) |

| 28. forduló 2006. május 20. 18:00 |

| Vasas     | 0 – 0   | Zalaegerszegi TE       |
| --------- | ------- | ---------------------- |
| Szabó 88' | (0 – 0) | Sebők J. 17' Vasas 74' |

| Illovszky Rudolf Stadion, Budapest Nézőszám: 1 000 Játékvezető: Andó-Szabó Sándor (magyar) |

| 29. forduló 2006. május 27. 19:00 |

| Kaposvári Rákóczi                                        | 4 – 1   | Vasas                                       |
| -------------------------------------------------------- | ------- | ------------------------------------------- |
| Vasiljević 19' Kriston 47' 49' André Alves 71' Finta 19' | (1 – 0) | Gyánó 74' Kapič 29' Zováth 70' Bárányos 80' |

| Rákóczi Stadion, Kaposvár Nézőszám: 2 000 Játékvezető: Kassai Viktor (magyar) |

| 30. forduló 2006. június 3. 16:20 |

| Vasas                                             | 2 – 1   | MTK Budapest               |
| ------------------------------------------------- | ------- | -------------------------- |
| Balog 59' Molnár 74' 35' Bárányos 29' Hegedűs 38' | (0 – 1) | Hrepka 16' Rodenbücher 62' |

| Illovszky Rudolf Stadion, Budapest Nézőszám: 700 Játékvezető: Sápi Csaba (magyar) |

#### Végeredmény
|    | Csapat            | Játszott | Gy | D  | V  | L  | K  | GK  | Pont |
| -- | ----------------- | -------- | -- | -- | -- | -- | -- | --- | ---- |
| 1  | Debreceni VSC     | 30       | 20 | 8  | 2  | 69 | 34 | +35 | 68   |
| 2  | Újpest            | 30       | 20 | 5  | 5  | 74 | 37 | +37 | 65   |
| 3  | FC Fehérvár       | 30       | 19 | 7  | 4  | 52 | 24 | +28 | 64   |
| 4  | MTK Budapest      | 30       | 18 | 6  | 6  | 65 | 33 | +32 | 60   |
| 5  | FC Tatabánya      | 30       | 11 | 8  | 11 | 46 | 45 | +1  | 41   |
| 6  | Ferencváros       | 30       | 10 | 11 | 9  | 43 | 38 | +5  | 41   |
| 7  | Kaposvári Rákóczi | 30       | 10 | 7  | 13 | 35 | 41 | -6  | 37   |
| 8  | Diósgyőr          | 30       | 10 | 7  | 13 | 33 | 44 | -11 | 37   |
| 9  | Győri ETO         | 30       | 9  | 9  | 12 | 47 | 50 | -3  | 36   |
| 10 | FC Sopron         | 30       | 9  | 8  | 13 | 39 | 39 | 0   | 35   |
| 11 | Zalaegerszegi TE  | 30       | 9  | 8  | 13 | 42 | 47 | -5  | 35   |
| 12 | Pécsi MFC         | 30       | 8  | 9  | 13 | 37 | 41 | -4  | 33   |
| 13 | Budapest Honvéd   | 30       | 8  | 9  | 13 | 33 | 52 | -19 | 33   |
| 14 | Rákospalotai EAC  | 30       | 7  | 5  | 18 | 30 | 59 | -29 | 26   |
| 15 | Vasas             | 30       | 5  | 10 | 15 | 32 | 47 | -15 | 25   |
| 16 | Lombard Pápa      | 30       | 5  | 7  | 18 | 30 | 76 | -46 | 22   |

#### Helyezések fordulónként
| Forduló  | 1  | 2  | 3  | 4  | 5  | 6  | 7 | 8 | 9 | 10 | 11 | 12 | 13 | 14 | 15 | 16 | 17 | 18 | 19 | 20 | 21 | 22 | 23 | 24 | 25 | 26 | 27 | 28 | 29 | 30 |
| -------- | -- | -- | -- | -- | -- | -- | - | - | - | -- | -- | -- | -- | -- | -- | -- | -- | -- | -- | -- | -- | -- | -- | -- | -- | -- | -- | -- | -- | -- |
| Helyszín | O  | I  | O  | O  | I  | O  | I | O | I | O  | I  | O  | I  | O  | I  | I  | O  | I  | I  | O  | I  | O  | I  | O  | I  | O  | I  | O  | I  | O  |
| Eredmény | V  | D  | GY | V  | GY | GY | D | D | D | V  | D  | D  | D  | V  | V  | V  | V  | GY | V  | D  | D  | V  | D  | D  | V  | V  | V  | D  | V  | GY |
| Helyezés | 13 | 11 | 7  | 10 | 8  | 7  | 6 | 7 | 8 | 9  | 10 | 9  | 11 | 13 | 14 | 14 | 14 | 14 | 14 | 14 | 14 | 14 | 14 | 14 | 14 | 15 | 15 | 15 | 16 | 15 |

Helyszín: O = Otthon; I = Idegenben. Eredmény: GY = Győzelem; D = Döntetlen; V = Vereség.

#### Eredmények összesítése
Az alábbi táblázatban összesítve szerepelnek a Vasas SC 2005/06-os bajnokságban elért eredményei.
| Ősz/tavasz (forduló)    | Otthon | Otthon | Otthon | Otthon | Otthon | Otthon | Otthon | Idegenben | Idegenben | Idegenben | Idegenben | Idegenben | Idegenben | Idegenben |
| Ősz/tavasz (forduló)    | M      | GY     | D      | V      | LG–KG  | GK     | P      | M         | GY        | D         | V         | LG–KG     | GK        | P         |
| ----------------------- | ------ | ------ | ------ | ------ | ------ | ------ | ------ | --------- | --------- | --------- | --------- | --------- | --------- | --------- |
| Őszi szezon (1–15.)     | 8      | 2      | 2      | 4      | 8–10   | –2     | 8      | 7         | 1         | 3         | 3         | 9–14      | –5        | 6         |
| Tavaszi szezon (16–30.) | 7      | 1      | 3      | 3      | 8–10   | –2     | 6      | 8         | 1         | 2         | 5         | 7–13      | –6        | 5         |
| Összesen (1–30.)        | 15     | 3      | 5      | 7      | 16–20  | –4     | 14     | 15        | 2         | 5         | 8         | 16–27     | –11       | 11        |

### Magyar kupa
Döntő
| 2006. május 17. 18:00 |

| Vasas                                            | 2 – 2 (h. u.)                               | FC Fehérvár                |
| ------------------------------------------------ | ------------------------------------------- | -------------------------- |
| Waltner 25' 119' Balog 84' Kapič 51' Molnár 110' | (1 – 0, 2 – 2, 2 – 2) Jegyzőkönyv Részletek | Sitku 46' 63' Schwarcz 57' |

| Üllői úti stadion, Budapest Nézőszám: 6 000 Játékvezető: Megyebíró János (magyar) |

## Külső hivatkozások
- A csapat hivatalos honlapja (magyarul)
- A csapat mérkőzései a transfermarkt.de-n (németül)